# 夢のハワイで盆踊り
「夢のハワイで盆踊り」（ゆめのはわいでぼんおどり）は、舟木一夫、コロムビア・ローズ、本間千代子、高橋元太郎によるシングル曲、及び1964年8月1日公開の日本映画。

## シングル収録曲
- 両楽曲共に、作詞：関沢新一、作曲・編曲：船村徹

1. 夢のハワイで盆踊り (4分30秒)
歌：舟木一夫、コロムビア・ローズ、本間千代子、高橋元太郎
2. わかもの行進曲 (3分45秒)
歌：高橋元太郎、本間千代子

## 映画

### 解説
東映東京撮影所製作・東映配給。1964年5月23日に舟木一夫・本間千代子の青春コンビで公開された『君たちがいて僕がいた』がヒットしたことから、同じコンビにより製作された第二弾。舟木と本間は同じ大学のクラスメイトという設定の恋愛映画で、ハワイロケを長期に敢行した東映初の海外ロケ映画である。

### キャスト
- 舟木一夫 - 舟田夏夫
- 本間千代子 - 風間美代子
- 高橋元太郎 - 高木源一郎
- 堺正章 - 松井正也
- 加藤治子 - 舟田静江
- 笠智衆 - 遠山剛造
- 高見理紗 - マリ・スミス
- 浜田たえ子 - さくら
- コロムビア・ローズ - コロムビア・ローズ
- 北龍二 - 風間完二
- 風見章子 - 風間友子
- 桂伸治 - 松井徳兵衛
- 山本緑 - 松井たみ
- 大村文武 - 立花宏
- ロイ・ジェームス - 司会者

### スタッフ
- 製作:大川博
- 監督:鷹森立一
- 企画:辻野力禰（辻野力弥）・登石雋一・坪井久智
- 脚本:長谷川公之・山本英明
- 撮影:山沢義一
- 音楽:船村徹
- 美術:北川弘
- 録音:渡辺義夫
- 照明:桑名史郎
- 編集:長沢嘉樹

### 製作
企画は1970年代の東映動画（東映アニメーション）の整理などでも知られる登石雋一。東映ビデオのオフィシャルサイトでは、制限された日数と少数スタッフで製作された夢のような映画と紹介されている。
東映は今日のイメージからは窺えないが、本作を製作した1964年から1965年に短期間、東宝や日活、松竹が得意とする青春映画路線のような路線を敷いたことがある。本作『夢のハワイで盆踊り』など、本間の主演映画と北大路欣也主演の『虹をつかむ恋人たち』など6、7本で、岡田茂東映東京所長が、1964年2月に東映京都撮影所（以下、東映京都）所長に転任になった後、後任として東映東京所長に就任した、本作でも企画クレジットに名を連ねる辻野力禰（辻野力弥）が、本間に歌謡青春路線を企画してくれたとされたが、辻野が半年で本社企画部製作本部次長に転任し、1964年9月30日付けで、後任所長は岡田の盟友・今田智憲に交代した。すると今田が岡田路線に呼応して、東映東京でも"不良性感度映画"を推進したため、青春映画路線は終了した。

### 同時上映
『続 隠密剣士』
- 主演：大瀬康一 / 監督：船床定男

※次のプログラムが東映の歴史にとってはエポックとなった高倉健主演・マキノ雅弘監督『日本侠客伝』。

### 作品の評価

#### 興行成績
ヒット。

### 影響
舟木と本間の青春コンビによる『君たちがいて僕がいた』と本作『夢のハワイで盆踊り』は、2作ともヒットしたことから、東映は同じコンビによる第3弾を構想していたが、舟木の所属する第一共栄サイドが「来年（1965年）4月に浅草国際劇場で開く『舟木一夫ショー』に本間を出演させる代わりに1965年1月発売予定の（舟木の）シングル「火消し若衆」を基にした映画を本間とコンビで撮って欲しい」と申し入れてきた。曲とタイアップする歌謡映画製作の要請であったが、さらにそれまでの2本の舟木のギャラ1本150万円を200万円にアップするよう要求してきた。当時の東映東京に所属する看板スターといえば、本間や、高倉健、佐久間良子、三田佳子らだが、200万円だと彼らの数倍。当然、彼等東映生え抜きのスターが黙っているわけはなく、ギャラにうるさい高倉が1964年3月の契約更改で「11年間、会社にいうなりに仕事をしてきたのだから、少しは言わせてもらう。どこの馬の骨か分からない青二才の歌手に200万円なんて払っているのにオレのギャラは安すぎだ」などと従来の出演料1本90万円から鶴田浩二と同額の150万円のギャラアップを要求する等、「外部タレントにそんなに高いギャラを払うくらいなら、オレたちのギャラをもっと値上げしてくれ」と値上げ運動を起こした。高倉は同じくギャラにうるさい東映現代劇のプリンス・北大路欣也と共に東映幹部を苦しめる時限爆弾的な存在。東映は仕方なく第一共栄に「本間を一本立ちさせたいから」と断り、舟木と本間の青春コンビは2本で終了した。この関係で本間の次作の相手は西郷輝彦になり、西郷は東映で映画初出演した。本間と西郷のコンビで『十七才のこの胸に』と『あの雲に歌おう』と2本の青春映画が製作された。先に触れたように東映京都製作の『日本侠客伝』が大ヒットし、翌1965年に梅宮辰夫の「夜の青春シリーズ」や、鶴田浩二の「関東シリーズ」、高倉健の「網走番外地シリーズ」「昭和残侠伝シリーズ」などが始まると、こうした"不良性感度映画"を毛嫌いする本間の出番はなくなった。
本作のハワイロケでの人員構成をめぐり、東映労組と会社が揉め、1964年7月1日から東西の撮影所でストが決行された。東映教育映画部の部長を務めた布村建は、ボルテージの低い本作を切っ掛けに東映の組合運動が激化したと話している。